# Комаров, Юрий Николаевич
Юрий Николаевич Комаров (род. 18 июня 1937) — советский хоккеист, защитник, нападающий.

## Биография
Воспитанник СК «Кировец» (Ленинград). Выступал за ленинградские команды «Авангард» / «Кировец» (1955/56, 1961/62), ЛИИЖТ (1956/57 — 1960/61), «Спартак» (1962/63 — 1964/65), «Динамо» (1966/67 — 1967/68). В сезоне 1964/65 провёл два матча за «Спартак» Москва.
В сезонах 1971/72 — 1972/73 — тренер команды «Шторм» Ленинград, в сезоне 1971/72 (с декабря) — старший тренер.